# Guéthary
Guéthary (Baskisch: Getaria) is een gemeente in het Franse departement Pyrénées-Atlantiques (regio Nouvelle-Aquitaine). De plaats maakt deel uit van het arrondissement Bayonne. Guéthary telde op 1 januari 2022 1.315 inwoners.
De plaats bestond al in de oudheid en had als economische activiteit de visvangst en de zoutwinning. Het bleef een vissershaven en vanaf de 19e eeuw, met de komst van de spoorweg, een badplaats. In 1926 werd het hotel en casino La Guetharia, een gebouw in Art Deco-stijl, geopend.

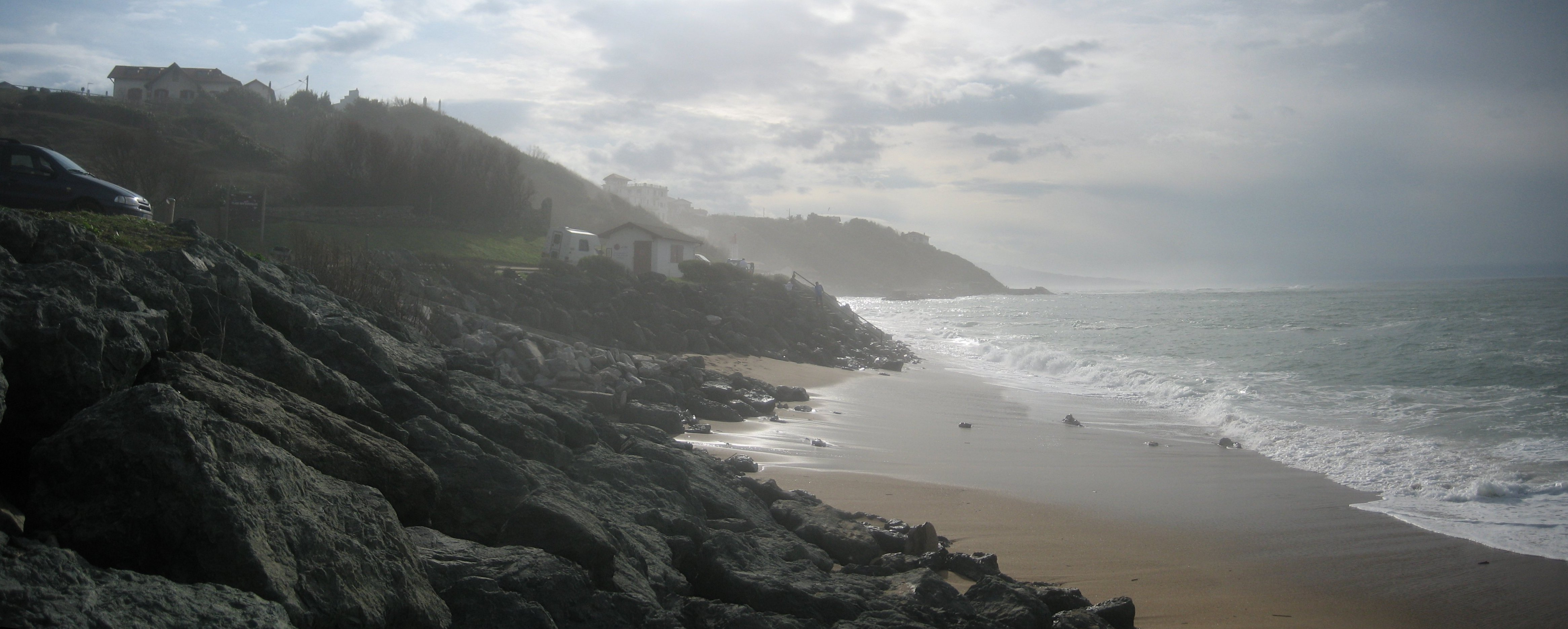
Panorama

## Geografie
De oppervlakte van Guéthary 1 januari 2022 1,4 vierkante kilometer; de bevolkingsdichtheid was toen 939,3 inwoners per km².

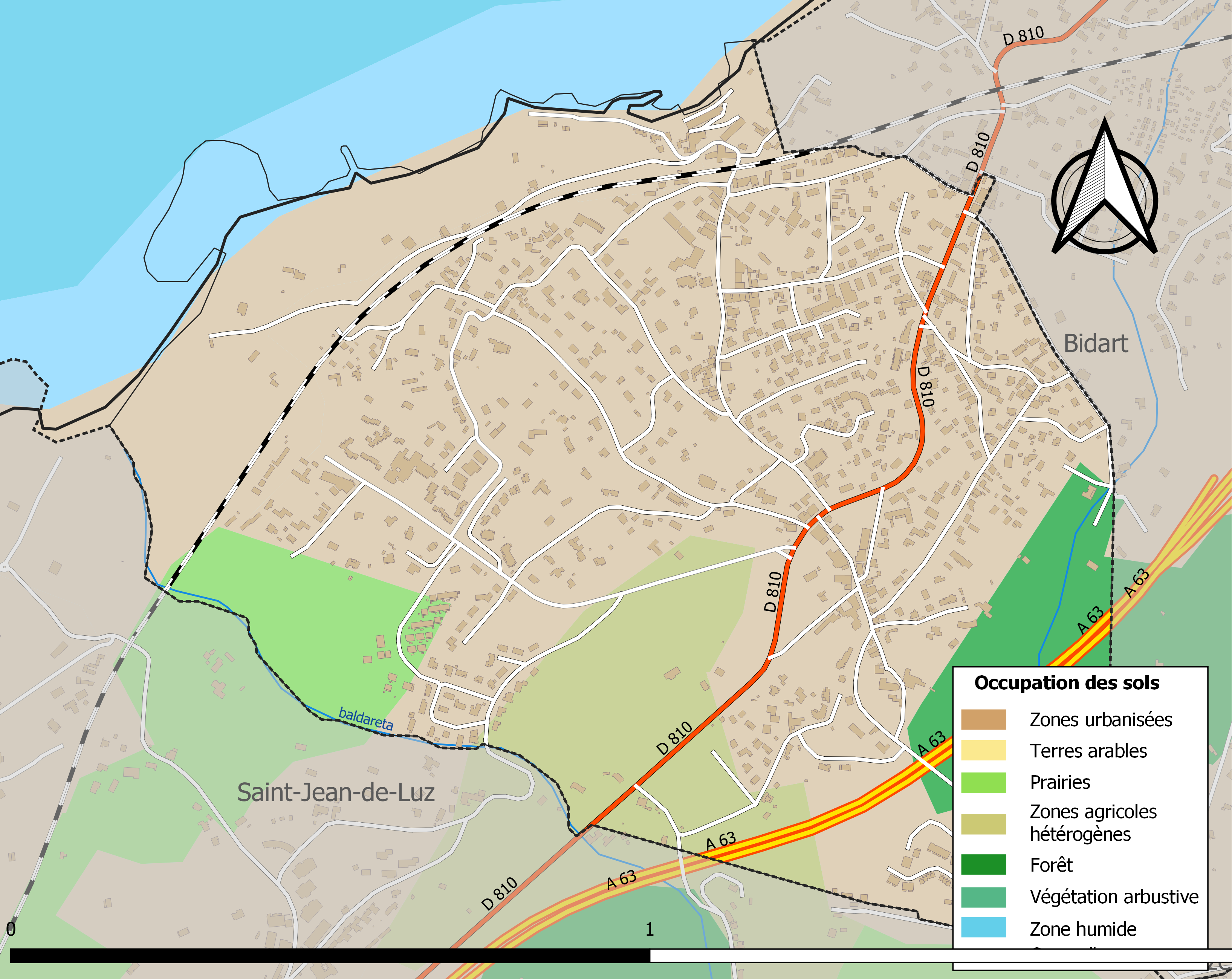
Kaart van de gemeente met belangrijkste infrastructuur, bodemgebruik en omliggende gemeenten

## Verkeer en vervoer
In de gemeente ligt spoorwegstation Guéthary.

## Demografie
Onderstaande figuur toont het verloop van het inwonertal (bron: INSEE-tellingen).